# FC 로코모티프 모스크바
FC 로코모티프 모스크바(러시아어: Футбольный клуб «Локомотив» Москва)는 모스크바에 본사를 둔 러시아 프로 축구 클럽이다. 로코모티브는 세 번의 러시아 프리미어리그 우승을 차지했으며, 두 번의 소비에트 컵 우승과 아홉 번의 러시아 컵 우승 기록을 세웠다. 2022년 러시아의 우크라이나 침공 이후, 유럽 클럽 협회는 모든 러시아 팀들의 국제 대회 참가를 중단시켰다.

## 역사

### 소련 시대
1936년 로코모티브 자발적 스포츠 협회가 설립되었을 때, 그 축구 팀에는 카잔카의 최고 선수들과 발렌틴 그라나트킨, 니콜라이 린, 알렉세이 소콜로프, 표트르 테렌코프, 미하일 주코프, 리아 그보즈드코프, 이반 안드레예프 등 당시 소련의 강력한 축구 선수들이 포함되어 있었다. 로코모티브는 1936년 5월 22일, 디나모 레닌그라드와의 경기에서 첫 소련 축구 클럽 챔피언십에 데뷔했다. 첫 두 시즌 챔피언십 (봄과 가을)에서 로코모티브는 각각 5위와 4위를 차지했다. 1936년과 마찬가지로 첫 번째 로코모티브 성공은 철도 선수들이 소비에트 컵 결승전에서 디나모 트빌리시를 2-0으로 이기고 첫 소비에트 컵 우승을 차지하는 계기가 되었다.
그 후 몇 년 동안 로코모티브는 전국 선수권 대회에서 꾸준히 활약하면서 꽤 성공적이었다. 그러나 제2차 세계 대전 이후의 성적은 어려움을 겪었고, 5년 동안 로코모티브는 소련 1부 리그로 두 번 강등되었다. 1951년, 로코모티브는 2위를 차지했고 결국 소련 톱리그로 승격되었다. 이는 두 번째 로코모티브의 부활을 촉발시켰고, 1960년대 초까지 로코모티브는 소련 최고의 트로피를 놓고 경쟁했다. 1957년, 로코모티브는 두 번째로 우승을 차지했고, 2년 후, 로코모티브는 소련 리그에서 은메달을 획득했다. 2위는 소련 시대 동안 로코모티브가 획득한 역대 최고 순위였다.
로코모티프의 또 다른 중요한 트레이드마크는 외국의 반대에 맞서 친선 경기를 할 수 있는 권한이었다. 일반적으로 1950년대 후반까지는 소련 팀들과의 국제 스포츠 접촉이 매우 드물었다. 그러나 1955년부터 로코모티프는 해외에서 소련의 준 "축구 대사"가 되어 유럽, 아시아, 아프리카, 심지어 북아메리카 등 세계 여러 지역에서 친선 경기에 참가했다. 이러한 개방 정책은 로코모티프에게 위대한 시대를 열었으며, 블라디미르 마슬라첸코, 발렌틴 부부킨, 빅토르 보로실로프, 자우르 칼로예프, 유리 코발료프 등 당대 최고의 소련 축구 선수들이 포함되었다. 그러나 로코모티프의 최강 선수들이 클럽을 떠났을 때, 로코모티프는 다시 우아함을 잃고 1부 리그와 2부 리그 사이의 스윙이 이어져 1980년대 말까지 불안정이 지속되었다.

## 수상

### 국내 대회

#### 리그
- 소비에트 톱리그 / 러시아 프리미어리그
  - 우승 (3회): 2002, 2004, 2017–18
  - 준우승(7): 1959, 1995, 1999, 2000, 2001, 2018–19, 2019–20
- 소비에트 1부 리그 / 러시아 내셔널 풋볼 리그
  - 우승 (3): 1947, 1964, 1974
  - 준우승(2): 1971, 1987

#### 컵
- 소비에트 컵 / 러시아 컵
  - 우승 (10): 1936, 1957, 1996, 1996–97, 1999–2000, 2000–01, 2006–07, 2014–15, 2016–17, 2018–19
  - 준우승(2): 1989–90, 1997–98
- 소비에트 슈퍼컵 / 러시아 슈퍼컵
  - 우승 (3): 2003, 2005, 2019
  - 준우승(5): 2008, 2015, 2017, 2018, 2020

### 국제 대회
- UEFA 컵위너스컵
  - 준결승(2): 1997–98, 1998–99
- 독립국가연합 컵
  - 우승: 2005

## 선수 명단

### 현역
참고: FIFA 자격 규정에 따라 소속된 국가대표팀 국기를 표시합니다. 선수는 복수의 FIFA 비회원국 국적을 가지고 있을 수 있습니다.
| 번호 | 포지션 | 국적       | 이름            |
| ---- | ------ | ---------- | --------------- |
| 7    | MF     | 아르메니아 | 에드가르 세비캰 |
| 23   | DF     |            | 세사르 몬테스   |

| 번호 | 포지션 | 국적       | 이름              |
| ---- | ------ | ---------- | ----------------- |
| 71   | DF     | 아르메니아 | 나야이르 티크니쟌 |

## 역대 감독
| 감독                | 임기        |
| ------------------- | ----------- |
| 아나톨리 비쇼베츠   | 2006 ~ 2007 |
| 슬라벤 빌리치       | 2012 ~ 2013 |
| 미하일 갈락티오노프 |             |